# محوطه ارگ منصوریه
محوطه ارگ منصوریه مربوط به دوران‌های تاریخی پس از اسلام است و در شهرستان تربت جام، بخش مرکزی، روستای منصوریه واقع شده و این اثر در تاریخ ۲۷ بهمن ۱۳۸۲ با شمارهٔ ثبت ۱۰۹۱۷ به‌عنوان یکی از آثار ملی ایران به ثبت رسیده است.